# Viveka Bergström
Viveka Bergström, född 19 augusti 1958 i Linköping, är en svensk smyckedesigner. Hon är dotter till Einar Bergström och sondotter till Karl Bergström.
Bergström utbildade sig på modelinjen på Beckmans designhögskola 1984. Sedan 1993 är hon verksam i Paris, sedan 2002 med butik och ateljé i kvarteret runt Canal Saint Martin. Hennes första smycken såldes i Paco Rabannes namn och visades på hans prêt-à-portervisning i Paris 1993. Även Agnès B gjorde tidigt en beställning som fick Bergström på fötter. 1996 publicerades bilder av den brittiska modellen Jodie Kidd(en) i tyska Elle när hon bar Bergströms kulhalsband till kläder av Gucci och Versace. Bilderna innebar ett lyft för försäljningen. Smyckena är små, diskreta, billiga och oäkta.
Bergströms smycken har förekommit i modetidningar i främst Sverige och Frankrike. Många artister har burit hennes smycken, som The Ark, Barbara Pravi, Robyn, Beth Ditto, och i en musikvideo till "Beautiful Stranger" från 1999 bär Madonna läderarmband av hennes design.[källa behövs]